# حیدر جان نعیم زوی
حیدر جان نعیم زوی (زاده ۱۳۵۷ ولسوالی پل علم ولایت لوگر) سیاستمدار افغانستان و نماینده مردم کوچی در دوره‌های پانزدهم و شانزدهم مجلس نمایندگان است. وی در مجلس شانزدهم نمایندگان افغانستان عضو کمیسیون کوچی‌ها، قبایل، امور مهاجرین و بی‌جاشدگان می‌باشد.

## زندگی‌نامه
حیدر جان نعیم زوی زاده ۱۳۵۷ از ولسوالی پل علم ولایت لوگر می‌باشد. ایشان تحصیلات متوسطه خود را در لیسه/دبیرستان بی بی آمنه در پیشاور پاکستان در سال ۱۳۸۵ به پایان رسانید.

## دیگر فعالیت‌ها
دیگر فعالیت‌های ایشان:
- رئیس توزیع شناسنامه (تذکره) در وزارت امور داخله.
- نماینده پارلمان در دوره های پانزدهم و شانزدهم.